# In the Hands of the Enemy (film 1910)
In the Hands of the Enemy è un cortometraggio muto del 1910 diretto da Theo Frenkel.

## Trama
Un'infermiera aiuta la fuga di un ufficiale prigioniero.

## Produzione
Il film fu prodotto dalla Hepworth.

## Distribuzione
Distribuito dalla Hepworth, il film - un cortometraggio di 167,02 metri - uscì nelle sale cinematografiche britanniche nel febbraio 1910.
Si conoscono pochi dati del film che, prodotto dalla Hepworth, fu distrutto nel 1924 dallo stesso produttore, Cecil M. Hepworth. Fallito, in gravissime difficoltà finanziarie, il produttore pensò in questo modo di poter almeno recuperare il nitrato d'argento della pellicola.